# Contea di Montgomery (Ohio)
La contea di Montgomery (in inglese Montgomery County) è una contea dello Stato dell'Ohio, negli Stati Uniti. La popolazione al censimento del 2000 era di 559 062 abitanti. Il capoluogo di contea è Dayton.